# Johan Leppik
Johan (Juhan) Leppik (ur. 1894, zm. 1965) – estoński dyplomata epoki międzywojennej, poseł w Warszawie w latach 1924–1927.

## Życiorys
Od 1924 reprezentował Estonię w Warszawie i Bukareszcie (rezydował w Polsce), a w 1931 objął placówkę w Kownie. Od 1936 do 1940 pełnił obowiązki posła w Rzymie i Budapeszcie. W latach 1937–1938 był reprezentantem kraju w Austrii.
Został odznaczony m.in. estońskim Orderem Krzyża Orła I klasy (1936).